# Ли Чанчунь
Ли Чанчунь (род. в феврале 1944,  город Далянь, провинция Ляонин, Китайская Республика) — китайский политический и партийный деятель, ведущий пропагандист (идеолог) Компартии Китая, член Посткома Политбюро ЦК КПК (2002-2012), председатель Центркомиссии КПК по руководству деятельностью в области укрепления духовной культуры (2002–2013). Член Политбюро с 1997 года (по 2012), в 1998-2002 гг. глава парткома КПК пров. Гуандун, в 1992-1998 гг. глава парткома КПК пров. Хэнань, в 1990—1992 гг. губернатор последней, в 1987–1990 гг. губернатор пров. Ляонин.
Член Коммунистической партии Китая с сентября 1965 г. Кандидат в члены ЦК КПК 12-го созыва, член ЦК КПК 13-17 созывов, член Политбюро ЦК КПК 15-го созыва, член ПК Политбюро ЦК КПК 16-го и 17-го созывов.

## Биография
По национальности ханец.
Окончил электромеханический факультет Харбинского технологического института, где учился в 1961—1966 гг., по специальности «автоматизация», инженер.
В 1966—1968 гг. ожидал распределения на работу после окончания вуза.
В 1968—1975 гг. техник на Шэньянском выключательном заводе провинции Ляонин.
В 1975—1980 гг. заместитель начальника ревкома Шэньянской компании электроприборов, член посткома парткома, заместитель директора, директор и заместитель секретаря парткома Шэньянской корпорации электроприборов и контрольных аппаратов.
В 1980—1981 гг. заместитель начальника и заместитель секретаря парткома городского управления по машиностроительной и электронной промышленности в Шэньяне провинции Ляонин.
В 1981—1982 гг. заместитель ответственного секретаря горкома КПК в Шэньяне.
В 1982—1983 гг. заместитель мэра Шэньяна и председатель Шэньянского городского комитета по делам экономики.
В 1983—1985 гг. секретарь Шэньянского городского комитета КПК и мэр Шэньяна.
В 1985—1986 гг. заместитель секретаря комитета КПК провинции Ляонин и секретарь Шэньянского горкома КПК.
В 1986—1987 гг. заместитель секретаря Ляонинского провинциального комитета КПК, заместитель председателя правительства провинции Ляонин и исполняющий обязанности председателя правительства провинции.
В 1987—1990 гг. заместитель секретаря Ляонинского провинциального комитета КПК, председатель правительства провинции Ляонин.
В 1990—1991 гг. заместитель секретаря комитета КПК провинции Хэнань и исполняющий обязанности председателя правительства провинции.
В 1991—1992 гг. заместитель секретаря комитета КПК провинции Хэнань, председатель правительства провинции Хэнань.
В 1992—1993 гг. секретарь комитета КПК провинции Хэнань.
В 1993—1997 гг. секретарь комитета КПК провинции Хэнань и председатель Постоянного комитета Собрания народных представителей провинции Хэнань.
В 1997—1998 гг. член Политбюро ЦК КПК, секретарь комитета КПК провинции Хэнань, председатель ПК Собрания народных представителей провинции Хэнань.
В 1998—2002 гг. член Политбюро ЦК КПК, секретарь комитета КПК провинции Гуандун. В Политбюро ЦК КПК 15-го созыва являлся самым молодым членом.
С 2002 г. член ПК Политбюро ЦК КПК. Отмечалась его либеральность.
В 2005 году высказывалось мнение, что он мог стать главным фаворитом в преемники генсеку Ху Цзиньтао.
В преддверии 17 съезда партии (2007) проходила информация о том, что Ли покинет Постком Политбюро несмотря на то, что возраст позволял ему быть избранным на ещё один срок, - как член Шанхайской клики он являлся целью многих представителей противостоящей Цзян Цзэминю фракции. Несмотря на это Ли Чанчунь оказался в числе пятерых членов Посткома Политбюро 16 созыва, сохранивших свои места в новом 17 созыве.